# Continuum (topologia)
Continuum – niepusta przestrzeń topologiczna (w szczególności: metryczna), która jest zarazem zwarta i spójna. Teoria continuów jest gałęzią topologii zajmującą się studiowaniem własności continuów i odwzorowań między nimi. Continua dzieli się zasadniczo na dwie klasy:
- continua rozkładalne, to znaczy continua zawierające właściwe subcontinua (tzn. podprzestrzenie same będące continuami)
- continua nierozkładalne, to znaczy continua, które nie są rozkładalne.

Wszystkie lokalnie spójne continua są rozkładalne, podczas gdy wszystkie continua nigdzie lokalnie spójne są nierozkładalne. Continua pojawiają się w sposób naturalny w matematyce, także poza topologią - na przykład, w kontekście rozważań ciągłych przedłużeń funkcji analitycznych na brzeg obszaru, w którym są różniczkowalne.

## Historia
Arthur Schoenflies rozważał następujący problem:
Czy brzeg obszaru płaskiego jest zawsze sumą dwu continuów różnych od całości, w sposób analogiczny w jaki dwa łuki składają się na okrąg?.
W 1910 roku Luitzen Egbertus Jan Brouwer skonstruował krzywą, będącą wspólnym brzegiem trzech obszarów składających się na płaszczyznę (zob. jeziora Wady). Jeziora Wady nie mają takiego rozkładu (jest to, w szczególności, continuum nierozkładalne), a więc jest to kontrprzykład do postawionego problemu Schoenfliesa.

## Podstawowe fakty teorii continuów
- Każde lokalnie spójne continuum jest łukowo spójne.
- Każde jednowymiarowe continuum jest granicą odwrotną grafów. Wśród continuów jednowymiarowych wyróżnia się np. continua drzewopodobne, łukopodobne, okręgopodobne (ang. tree-like, arc-like, circle-like, odpowiednio), które są granicami odwrotnymi drzew, łuków, okręgów itd.
- Klasycznymi przykładami nietrywialnych continuów są łuk i pseudołuk. Pseudołuk jest przykładem dziedzicznie nierozkładalnego continuum łukopodobnego, które jest homeomorficzne z każdym swoim nietrywialnym subcontinuum[4].